# Domèvre-sur-Durbion
Domèvre-sur-Durbion és un municipi francès, situat al departament dels Vosges i a la regió del Gran Est. L'any 2007 tenia 260 habitants.

## Demografia

### Població
El 2007 la població de fet de Domèvre-sur-Durbion era de 260 persones. Hi havia 96 famílies, de les quals 24 eren unipersonals (4 homes vivint sols i 20 dones vivint soles), 28 parelles sense fills, 40 parelles amb fills i 4 famílies monoparentals amb fills.
La població ha evolucionat segons el següent gràfic:
Habitants censats

### Habitatges
El 2007 hi havia 119 habitatges, 101 eren l'habitatge principal de la família, 9 eren segones residències i 9 estaven desocupats. 110 eren cases i 9 eren apartaments. Dels 101 habitatges principals, 86 estaven ocupats pels seus propietaris, 9 estaven llogats i ocupats pels llogaters i 6 estaven cedits a títol gratuït; 2 tenien una cambra, 1 en tenia dues, 4 en tenien tres, 12 en tenien quatre i 82 en tenien cinc o més. 91 habitatges disposaven pel capbaix d'una plaça de pàrquing. A 33 habitatges hi havia un automòbil i a 54 n'hi havia dos o més.

### Piràmide de població
La piràmide de població per edats i sexe el 2009 era:
| Homes | Edats   | Dones |
| ----- | ------- | ----- |
| 0     | 95 o +  | 0     |
| 0     | 90 a 94 | 0     |
| 0     | 85 a 89 | 0     |
| 4     | 80 a 84 | 0     |
| 0     | 75 a 79 | 4     |
| 4     | 70 a 74 | 16    |
| 0     | 65 a 69 | 8     |
| 4     | 60 a 64 | 4     |
| 4     | 55 a 59 | 0     |
| 16    | 50 a 54 | 8     |
| 24    | 45 a 49 | 12    |
| 12    | 40 a 44 | 12    |
| 8     | 35 a 39 | 16    |
| 12    | 30 a 34 | 12    |
| 0     | 25 a 29 | 0     |
| 4     | 20 a 24 | 4     |
| 4     | 15 a 19 | 8     |
| 32    | 10 a 14 | 24    |
| 8     | 5 a 9   | 8     |
| 20    | 0 a 4   | 0     |

## Economia
El 2007 la població en edat de treballar era de 178 persones, 135 eren actives i 43 eren inactives. De les 135 persones actives 126 estaven ocupades (69 homes i 57 dones) i 9 estaven aturades (3 homes i 6 dones). De les 43 persones inactives 15 estaven jubilades, 22 estaven estudiant i 6 estaven classificades com a «altres inactius».

### Ingressos
El 2009 a Domèvre-sur-Durbion hi havia 108 unitats fiscals que integraven 295 persones, la mediana anual d'ingressos fiscals per persona era de 17.753 €.

### Activitats econòmiques
Dels 10 establiments que hi havia el 2007, 3 eren d'empreses de fabricació d'altres productes industrials, 3 d'empreses de construcció, 3 d'empreses de comerç i reparació d'automòbils i 1 d'una empresa de serveis.
Dels 4 establiments de servei als particulars que hi havia el 2009, 1 era un taller de reparació d'automòbils i de material agrícola, 1 fusteria i 2 lampisteries.
L'any 2000 a Domèvre-sur-Durbion hi havia 7 explotacions agrícoles.

## Equipaments sanitaris i escolars
El 2009 hi havia una escola elemental integrada dins d'un grup escolar amb les comunes properes formant una escola dispersa.

## Poblacions més properes
El següent diagrama mostra les poblacions més properes.